# Пінсон рудоголовий
Пі́нсон рудоголовий (Aimophila ruficeps) — вид горобцеподібних птахів родини Passerellidae. Мешкає в США і Мексиці.

## Опис

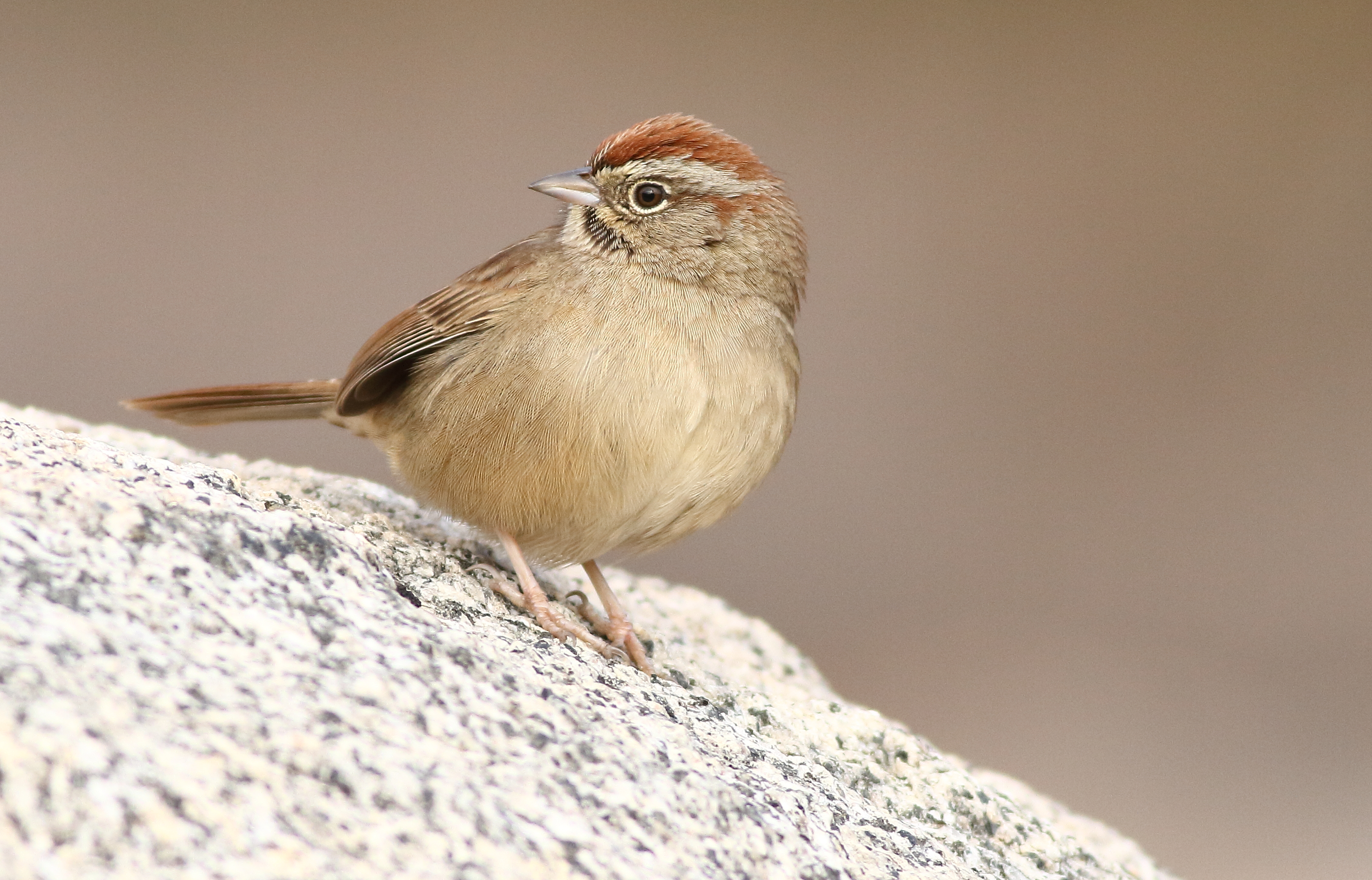
Рудоголовий пінсон (округ Пласер, Каліфорнія)

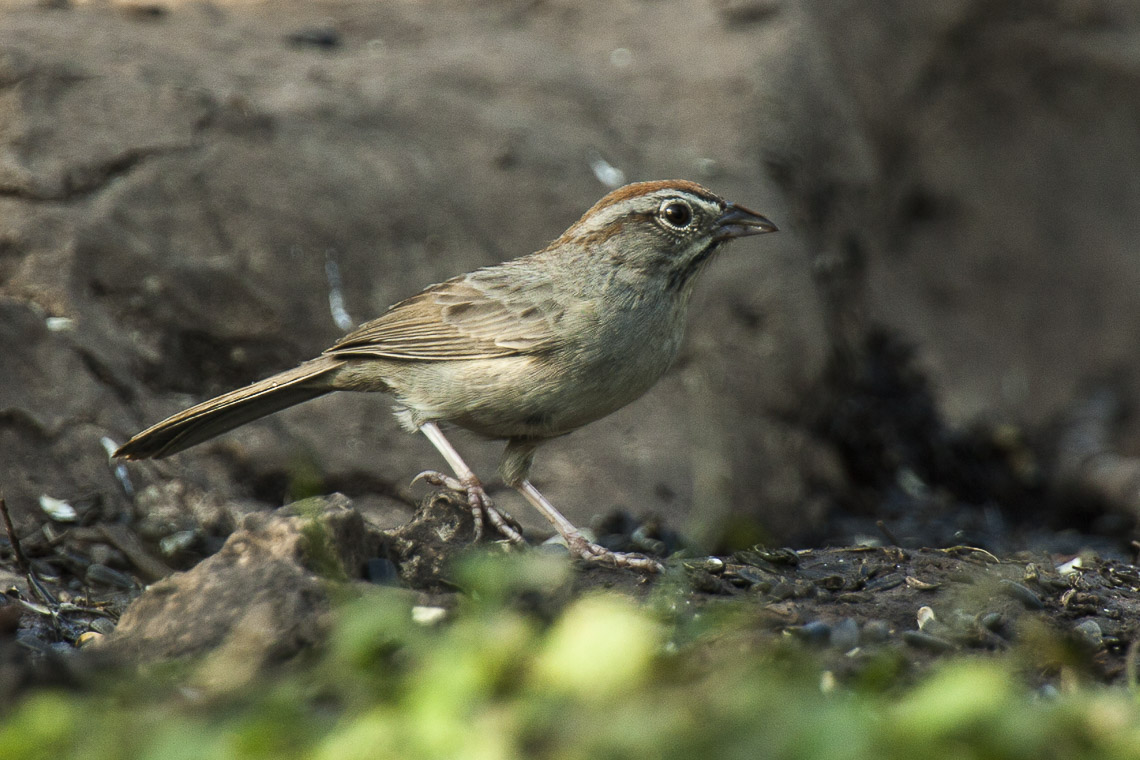
Рудоголовий пінсон (Техас)

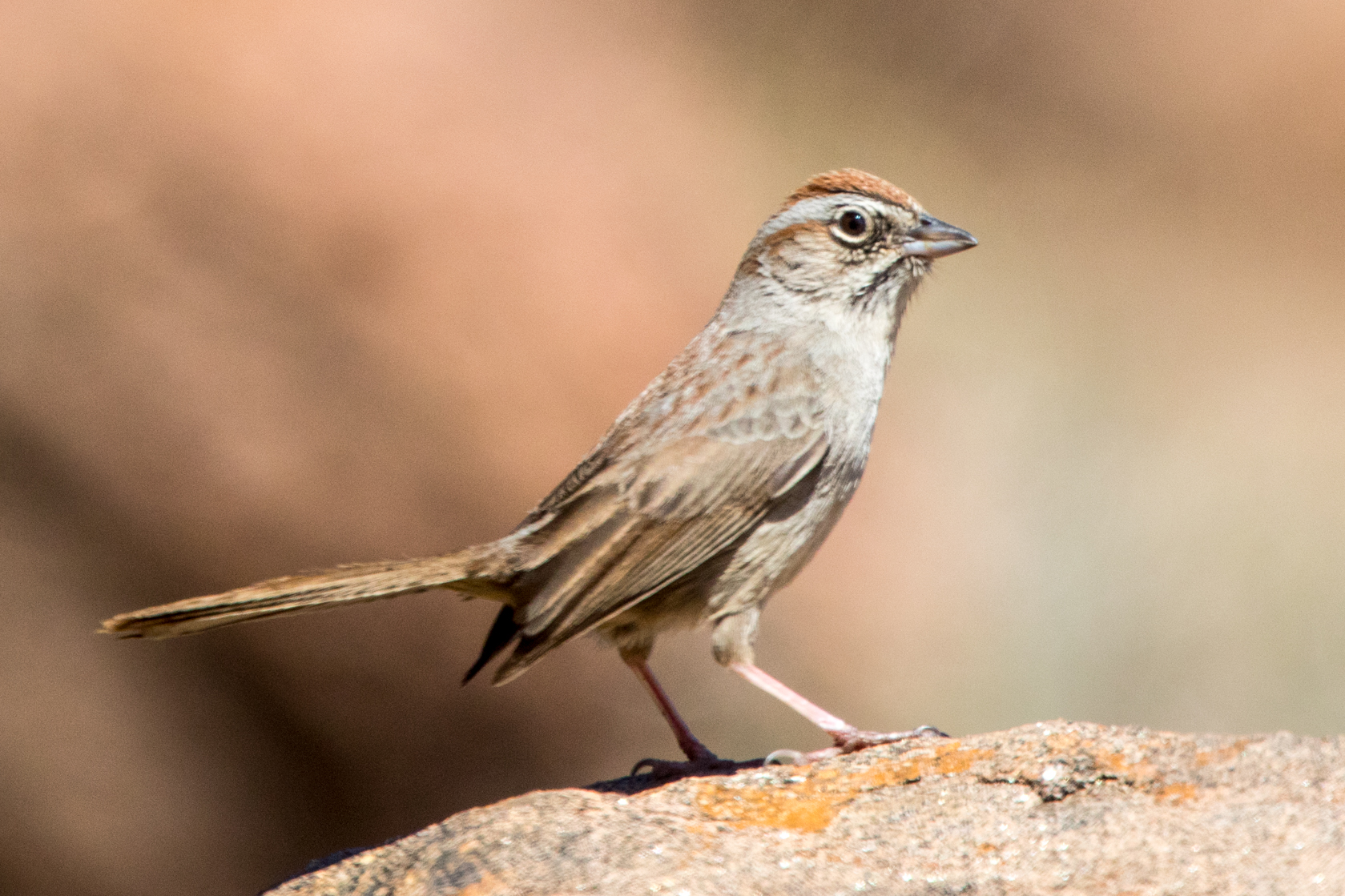
Рудоголовий пінсон (річка Арканзас, округ Фремонт, Колорадо)

Рудоголовий пінсон (загальні риси)

Довжина птаха становить 13,5-15 см, вага 15,2-23,3 г. Самці є дещо більшими за самиць. Верхня частина тіла переважно коричнева, поцяткована темними смугами, нижня частина тіла сіра. Крила короткі, округлі, коричневі, смуги на них відсутні. Хвіст коричневий, довгий, округлий на кінці. Обличчя сіре, за очима коричневі або рудувато-коричневі смуги, під дзьобом широкі чорні "вуса". Тім'я коричневе або каштанове, у деяких підвидів розділене сірою смугою, що проходить через центр тімені. Горло біле, поцятковане темними смужками. Дзьоб жовтий, конічної форми, лапи рожевувато-сірі. Виду не притаманний статевий диморфізм. У молодих птахів тім'я коричневе, груди і боки сильно поцятковані коричневими смугами.
Пісня — коротка серія різких, булькаючих криків «чіп», яка на кінці прискорюється, схожа на пісню співочого волоочка. Також можна почути різки крик «чррр» і тонкий «ці». При небезпеці птахи видають серію криків «діір-дір-дір».

## Підвиди
Виділяють сімнадцять підвидів:
- A. r. ruficeps (Cassin, 1852) — Каліфорнійські прибережні хребти[en] і західні схили Сьєрра-Невади. Помітно менший за розмірами і більш темний, ніж A. r. eremoeca, на верхній частині тіла помітні рудувато-коричневі смуги[2];
- A. r. canescens Todd, 1922 — південний захід Каліфорнії і північний захід Баха-Каліфорнії (на схід до підніжжя гірського масиву Сьєрра-де-Сан-Педро-Мартир). Дуже схожий на A. r. ruficeps, однак ще більш темний. Перебуває під загрозою зникнення[2];
- A. r. obscura Dickey & Van Rossem, 1923 — острови Санта-Круз, Анакапа, раніше також Санта-Каталіна в групі островів Ченнел, що на південний захід від Каліфорнії. Схожий на підвид A. r. canescens, однак ще більш темний. На Санта-Каталіні не спостерігався з 1863 року, однак Анакапу, імовірно, колонізував нещодавно, оскільки не спостерігався там до 1940 року[2];
- A. r. sanctorum Van Rossem, 1947 — острови Тодос-Сантос[en] біля північно-західного узбережжя Баха-Каліфорнії[9]. Ймовірно, вимерли, не спостерігалися з 1970-х років[10]. Був найбільш темним з прибережних підвидів, особливо на нижній частині живота[2];
- A. r. sororia Ridgway, 1898 — гори на півдні Каліфорнійського півострова, особливо в горах Сьєрра-ла-Лагуна[en]. Найбільш блідий з прибережних підвидів[2];
- A. r. scottii (Sennett, 1888) — від північної Аризони і Нью-Мексико до північно-східної Сонори і північно-західної Коауїли. Більш сірий, ніж A. r. eremoeca, на грудях більш вузькі і темні руді смуги[2];
- A. r. eremoeca (Brown, NC, 1882) — від південного сходу Колорадо до Канзаса, на південь до північного Чіуауа і центральної Коауїли. Верхня частина тіла сірувата, груди більш темні[2];
- A. r. simulans Van Rossem, 1934 — північний захід і захід Мексики (від південно-східної Сонори до південного заходу Чіуауа до Наярита і північного Халіско). Спина більш руда, а нижня частина живота більш сіра, ніж у A. r. scottii[2];
- A. r. pallidissima Phillips, AR, 1966 — північно-східна Мексика;
- A. r. phillipsi Hubbard & Crossin, 1974 — гори на південному сході Сіналоа (захід центральної Мексики);
- A. r. boucardi (Sclater, PL, 1867) — центральна Мексика (від Сан-Луїс-Потосі до північної Пуебли і південної Оахаки). Більш темний, ніж A. r. eremoeca, смуги на грудях тьмяно-коричневі, а не руді[2];
- A. r. suttoni Hubbard, 1975 — західна Мексика (від східного Наярита до північного і західного Халіско і південної Коліми);
- A. r. laybournae Hubbard, 1975 — південь центральної Мексики (від Веракруса до Оахаки);
- A. r. duponti Hubbard, 1975 — південь центральної Мексики (в районі Мехіко);
- A. r. fusca (Nelson, 1897) — захід центральної Мексики (від східного Халіско до північної Коліми і північного Мічоакана). Верхня частина тіла більш темна і руда, ніж A. r. australis, тім'я також більш темне і рудувате, сіра смуга на ньому відсутня[2];
- A. r. australis (Nelson, 1897) — південь центральної Мексики (центральна Оахака);
- A. r. extima Phillips, AR, 1966 — південно-західна Мексика (від Герреро і південної Пуебли до південної Оахаки). Схожий на A. r. scottii, однак менший і більш короткодзьобий[2].

## Поширення і екологія

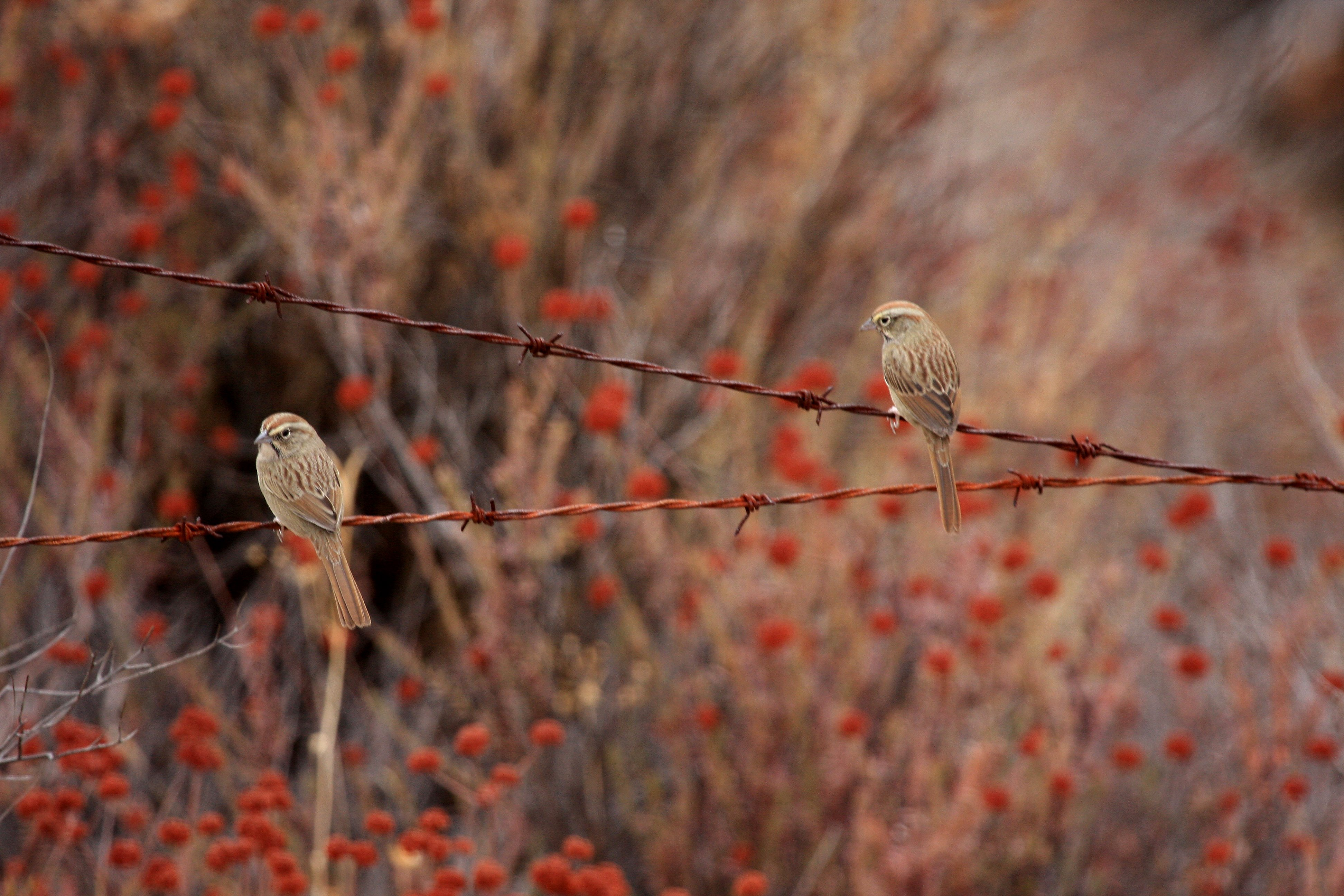
Пара рудоголових пінсонів (Каліфорнія)

Рудоголові пінсони мешкають на південному заході Сполучених Штатів Америки і в Мексиці. Ареал цих птахів дуже фрагментований і складається з безлічі невеликих ізольваних популяцій. Рудоголові пінсони живуть в сухих каньйонах і на кам'янистих нагір'ях, місцями порослих чагарниками, на узліссях сосново-дубових і сосново-ялівцевих лісів, на галявинах, в чагарниковому степу і в заростях чапаралю. Вони часто заселяють відкриті місцевості, що відновлюються після пожеж. Зустрічаються на висоті до 3000 м над рівнем моря, переважно на висоті від 910 до 1830 м над рівнем моря, в пустелі Сонора на висоті від 700 до 2100 м над рівнем моря. Рудоголові пінсони ведуть переважно осілий спосіб життя, однак деякі гірські популяції взимку мігрують в долини.

## Поведінка
Рудоголові пінсони літають не надто зграбно, натомість пересуваються по землі бігом і стрибками. Під час сезону розмноження вони зустрічаються парами, наприкінці літа і на початку осені невеликими сімейними зграйками, взимку іноді приєднуються до розріджених змішаних зграй птахів.
Середній розмір гніздової території в каліфорнійському чапаралі варіюється від 0,8 га до 1,6 га. Щільність територій різниться в залежності від середовища проживання. Так, у чапаралі, що відновився після пожежі 3-5 річної давнини на 40 га площі може припадати від 2,5 до 5,8 гніздових територій, а на таку ж площу прибережних чагарників — від 3,9 до 6,9 гніздових територій. Одна пара птахів, як правило, займає одну територію, хоча на деяких територіях окрім пар були помічені інші поодинокі птахи.
Рудоголові пінсони іноді стають здобиччю свійських котів та інших дрібних хижаків, зокрема чорноголових і неоарктичних яструбів, американських боривітрів і білохвостих шулік. Гнізда цих птахів можуть розорити деякі види ссавців і плазунів, зокрема змій, хоча подібне хижацтво дослідники досі безпосередньо не спостерігали. Серед рудоголових пінсонів, що гніздяться, спостерігалися три види відволікаючої поведінки. При першому з них птахи швидко бігають, опустивши голову і хвіст, розправивши крила і розпушивши пір'я, а також безперервно видаючи сигнал тривоги. При другому з них птахи імітують зламане крило, відволікаючи хижака від гнізда короткими стрибками, після чого, достатньо віддалившись від гнізда, вони відлітають. Також рудоголові пінсони можуть привернути увагу хижака, гучно "впавши" з вершини куща, таким чином відволікши його від гнізда.
Найдовша тривалість життя, зафіксована для рудоголових пінсонів, становить три роки і два місяці. Відомо, що на них паразитують два види кліщів, Amblyomma americanum і Ixodes pacificus.

### Живлення
Восени і взимку рудоголові пінсони живляться дрібним насінням різнотрав'я, свіжими стеблами трави і ніжними пагонами рослин. В цей період комахи, такі як мурахи, коники, туруни і червці, а також павуки, складають незначну частку в їх раціоні. Навесні і влітку в раціон птахів входить велика кількість різноманітних комах. Рудоголові пінсони шукають їжу на землі, часто серед опалого листя, дзьобаючи його, ходячи або стрибаючи серед густої трави і під кущами. Вони майже ніколи не шукають їжу на відкритому просторі. Після дощів вони п'ють воду з калюж і купаються в них.

### Розмноження
Рудоголові пінсони є моногамними птахами, що формують тривалі пари, які залишаються разом протягом кількох років. Зазвичай вони гніздяться в чагарниках. Протягом всього сезону розмноження самці приваблюють самиць співом, знаходячись на краю своєї території. Якщо два самці зіштовхуються один з одним, то вони можуть продемонструвати один одному своє тім'я, нахилившись обличчям до землі; якщо ж супротивник не відступить, то вони напружують тіло, опускають крила, підіймають хвіст і випрямляють шию. Самці захищають свою гніздову територію протягом всього року.
Друге березня є найбільш ранньою датою, коли рудоголові пінсони були помічені з матеріалом для побудови гнізда на півдні Каліфорнії. Самці будують громіздке товстостінне гніздо, яке має відкриту, чашоподібну форму. Воно, як правило, розміщується на землі, хоча іноді також в чагарниках, на висоті до 46 см над землею. Часто птахи протягом кількох сезонів гніздяться в одному місці. Гніздо робиться з сухої трави і корінців, іноді також зі смужок кори, дрібних гілочок і стебел. В кладці від 2 до 5 блідо-блакитнувато-білих яєць. За сезон зазвичай птахи вирощують лише один виводок, однак іноді два або навіть три. У випадку втрати кладки птахи можуть гніздитися повторно. Дуже рідко рудоголові пінсони стають жертвами гніздового паразитизму буроголових вашерів. 
Інкубаційний період триває 11-13 днів, насиджують лише самиці. Пташенята вилуплються голими і починають покриватися пір'ям на третій день після цього. І самиці, і самці доглядають за пташенятами, годуючи їх комахами. Коли пташенята через 8-9 днів після вилуплення покидають гніздо, вони ще не вміють літати, хоч і можуть бігати по землі; в цей час їх все ще годують батьки. Восени або на початку зими молоді птахи покидають батьківську територію. Репродуктивний успіх сильно залежить від річної кількості опадів і є найвищим у вологі роки Ель-Ніньйо, оскільки прохолодна, дощова погода знижує активність змій, основних хижаків, що розорюють пташині гнізда.

## Збереження
МСОП класифікує рудоголових пінсонів як такий вид, що не потребує особливих заходів зі збереження через їх великий географічний ареал, який становить приблизно 1,2 млн км², велику популяцію, яка становить приблизно 2,4 млн птахів і відсутність скорочення популяції на 30% за останні 10 років. В роки без достатньої кількості опадів багато птахів не розмножуються, а у тих, що це робить, успішність гніздування менша. Деякі з локальних популяцій рудоголових пінсонів знаходяться під загрозою зникнення і їх чисельність скорочується, особливо це стосуєється остівних підвиів і популяцій. Так, підвид A. r. sanctorum з островів Тодос-Сантос вважається вимерлим, а популяції підвиду A. r. obscura на островах Санта-Каталіна не спостерігалися з 1863 року. Популяції рудоголових пінсонів на півдні Каліфорнії також стаждаються від знищення іх природного середовища, крім того, на них негативно впливає використання пестицидів.